# Evangelische Kirche Reinsbronn

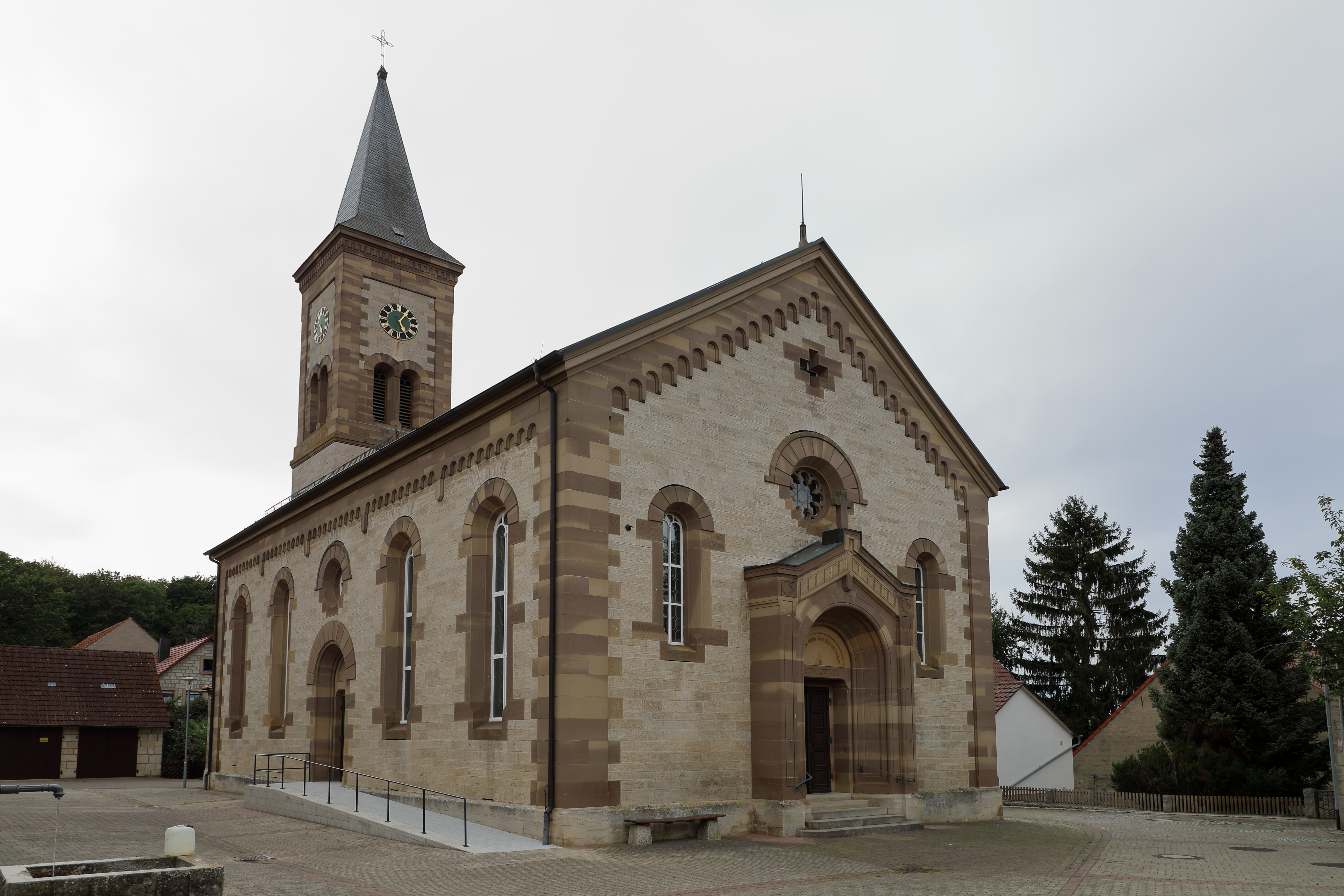
Evangelische Kirche Reinsbronn

Die Evangelische Kirche ist die Pfarrkirche von Reinsbronn, einem Ortsteil von Creglingen im Main-Tauber-Kreis in Baden-Württemberg. Das Bauwerk ist beim Landesamt für Denkmalpflege Baden-Württemberg als Baudenkmal eingetragen. Die Kirchengemeinde gehört zum Kirchenbezirk Weikersheim der Evangelischen Landeskirche in Württemberg.

## Beschreibung
Die neuromanische Saalkirche wurde 1852 erbaut, nachdem der Vorgängerbau zu klein geworden war. Sie besteht aus einem Langhaus und einem Kirchturm im Westen, dessen oberstes Geschoss die Turmuhr und hinter den als Biforien gestalteten Klangarkaden den Glockenstuhl enthält und der mit einem achtseitigen Knickhelm bedeckt ist.
Die Orgel wurde 1858 aus Einzelteilen des Lieferanten Aug. Laukhuff zusammengestellt.